# Eching, Freising
Eching este o comună din landul Bavaria, Germania.